# 人口過多

人口圖表公元前10,000年-公元後2,000年，可见十八世纪时人口开始暴增

各国人口密度

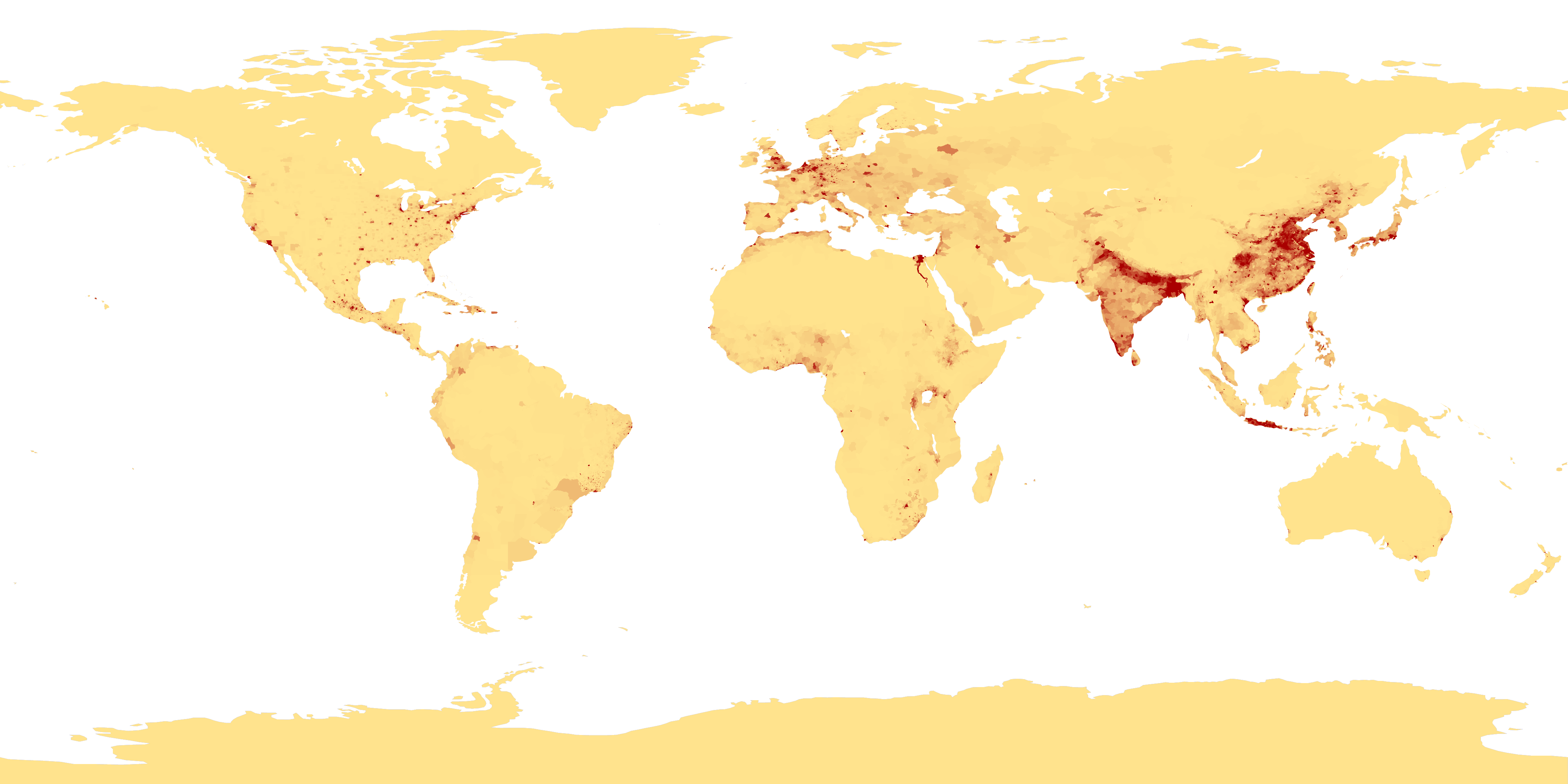
地区最高人口密度，1994年

各国家和地区生育率

人口增长百分比，包含出生、死亡、移民，2013年

人口爆炸（又稱人口過剩）是指在一定地理区域内人类数量的生态足迹超过了当地环境承载力。从长远角度来看，人口过剩也可被视为不可再生能源大幅耗尽或环境承载能力降低，无法支持人口数量。
人口过多讨论的是整个人类数量和环境之间的关系。人口过多可以由出生率增加、死亡率降低、移民涌入、生物群系不可持续或资源枯竭造成。如果某一贫瘠之地难以維生，虽然人数稀少但也可能会人口过多（如荒漠）。支持人口适度的说法常引述生活质量、环境承载力及饥荒风险来反驳持续高人口增长，支持人口下降。科学家认为人口过多、 过度消费和技术应用导致人类对自然环境产生重大影响，使得地球进入新的地质世，即人类世。

## 纵览
在1350年前后的黑死病之后，世界人口持续增长，近50年世界人口显著增长，主要原因是医学进步和农业增产。人口增长率自1980年代开始下降。联合国已经表示对撒哈拉以南非洲人口持续增长表示顾虑。最近的研究显示这些顾虑是有根据的。2017年4月11日，据美国人口调查局数据，世界人口约为74.97亿人据联合国数据为70多亿人。大多数当代估算假定地球现有承载能力在40亿到160亿之间。近期人口激增造成一些顾虑。世界人口在2040到2050年间预期将会达到80到105亿。2011年5月，联合国将中位数变量预期增加至2050年的93亿及2100年的101亿。
前三个世纪人口激增让人们忧虑地球可能养不活现有或未来的居民。1994年，国际科学院组织（InterAcademy Panel）就人口增长声明指出许多环境问题，如大气二氧化碳增多、全球暖化和污染都因人口增加而恶化。其它与人口过多的问题包括对资源需求的增加，如清洁水源和食物、饥荒和营养不良、消耗自然资源（如化石燃料）过快、居住环境破坏。富裕但人口稠密的地区，如大不列颠，不得不依赖进口食物为生。这在世界大战期间变得严峻，虽然发起了“为胜利掘地”（dig for victory）的农垦运动和食物配给制，不列颠依然得为保障进口食物渠道安全而战斗。然而，许多人认为浪费和过度消耗，特别是富裕国家，在人口过剩相对的环境方面施以重压。
大多数国家没有直接的生育率控制政策，但生育率会因教授家庭规划、增加生育控制和避孕措施而下降。太空移民和其它技术解决方案的提出可能会在未来缓解人口过多问题。

## 历史

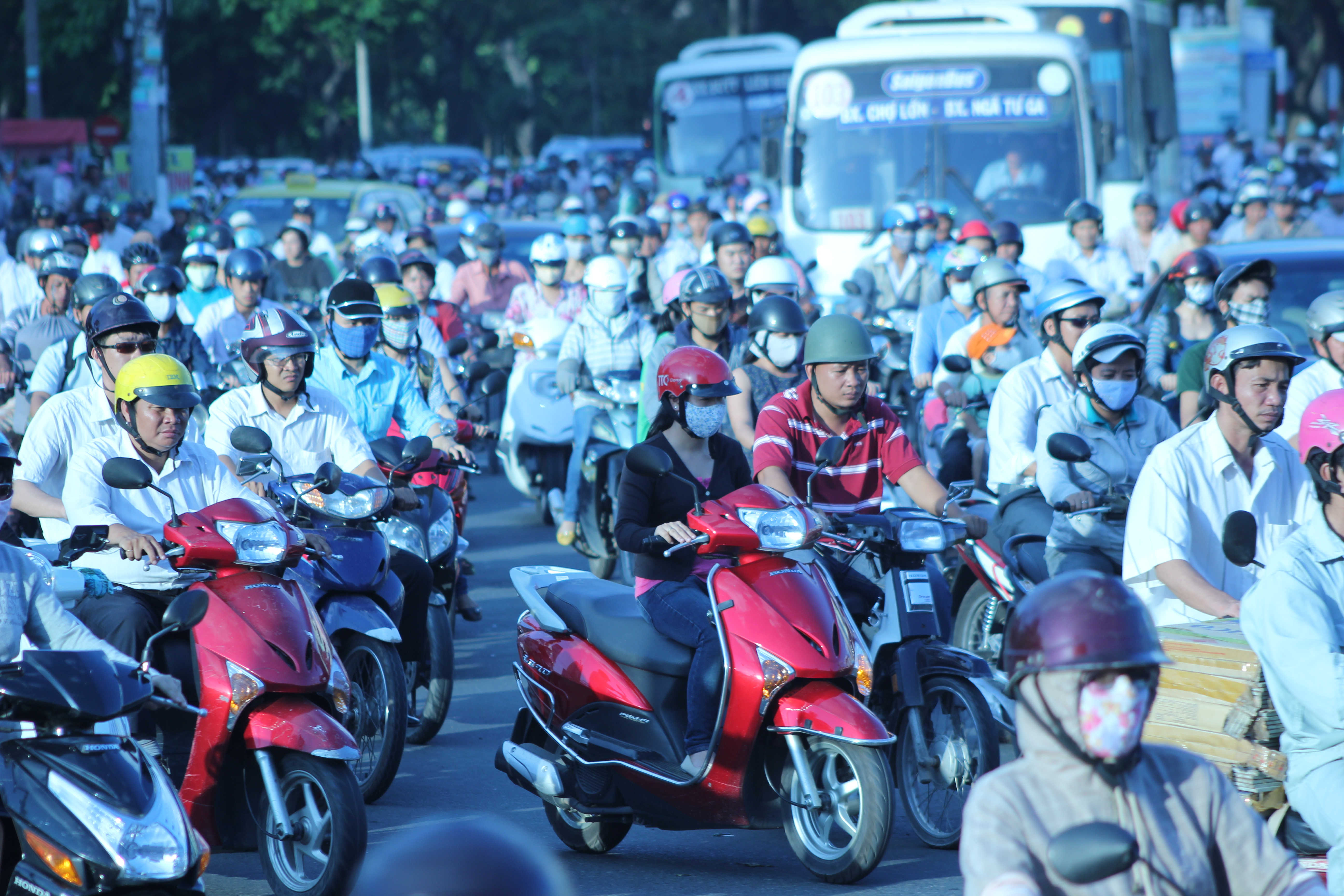
越南胡志明市数以千计的摩托車騎手

人口过剩的顾虑由来已久。特土良是公元第二世纪迦太基城的居民，当时世界人口约为1.9亿人（仅今天的3–4%）。他发现：“我们最常见的观点（有时是抱怨）是人满为患。我们的数量是世界的累赘，难以供养.... 真的，瘟疫、饥荒、战争和地震是国家的救星，用以修剪人类的繁盛。”在此之前，柏拉图、亚里士多德和其他人也提出类似议题。
历史上，虽然出生率高，人口增长通常因战争、鼠疫和其它疾病以及高婴儿死亡率而控制。在工业革命前的750年间，世界人口增长非常缓慢，维持在2.5亿以下。
在十九世纪之初，世界人口增加到了10亿人，托马斯·马尔萨斯等知识分子预测可利用资源会跟不上，因为土地有限，无法支持潜力无限的增长。重商主义者认为人口庞大是一笔财富，使得可能的市场更大、军队更多。
在十九世纪，马尔萨斯的努力常常误解为指责穷人处境，误认为济贫从长远角度讲是帮倒忙。这导致，如1834年的《英国济贫法》以及面对1845至52年间爱尔兰大饥荒时犹豫不决
联合国2004年人口评估报告预期世界人口会在2050年稳定下来，在2300年前会保持平稳。2014年，《科学》发表的研究挑战了这一预期，认为人口会在下一世纪继续增长。华盛顿大学统计学和社会学教授艾德里安· 拉夫特里（Adrian Raftery）及其中一位研究员称：“过去20年间的共识是目前世界人口约70亿左右，增至90亿后平稳或可能下降。我们发现本世纪人口不会平稳有七成可能性。人口似乎不再是世界议题上，却依然极其重要。”近期，联合国预测到2100年人口可能会增至150亿。(2011)然而，全球在2015年後生育率快速下降使得預測改為2086年達至峰值104億。(全球生育率2000年為2.6 2015年為2.5 2020為2.3)

## 人口

### 增长历史
| 1804 | 10 |
| 1927 | 20 |
| 1959 | 30 |
| 1974 | 40 |
| 1987 | 50 |
| 1999 | 60 |
| 2011 | 70 |
| 2022 | 80 |

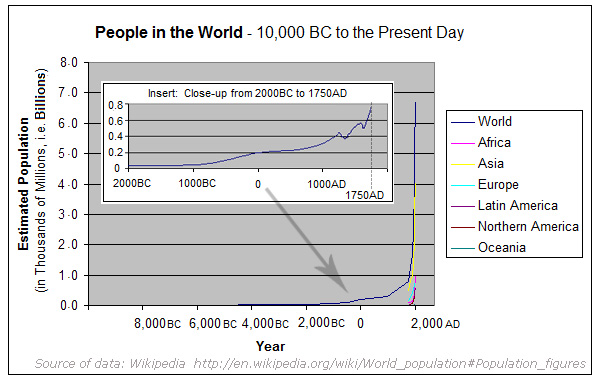
世界人口数据

在公元前10,000年左右全新世文明拉开帷幕时，人类人口就开始数次增长。文明之始与末次冰期结束、冰川消退的时间基本重合。
据估算，约有100至500万人通过狩猎和觅食为生，到了新石器革命时，人类活动开始从狩猎采集向最初的农业转变。
在公元前8000年左右农业之初时，世界人口约有500万。在随后的几千年中，人口数量持续增长，在公元前1000年左右开始提速，到公元前1年时到达2至3亿人峰值。
在541年至八世纪之间的查士丁尼大瘟疫导致欧洲人口减半，公元800年后人口平稳增加。人口增势被频繁的鼠疫打断；特别是十四世纪著名的黑死病。黑死病影响了世界人口，从4.5亿人左右降至1400年的3.5至3.75亿人左右。欧洲人口在1340年超过7000万；直到200年后才恢复过来。英国人口在1500年约为260万，在1650年达到560万左右。十六世纪，美洲新农作物通过西班牙殖民地传来，推动人口增长。
中国人口在1368年明朝建立时约为6000万，在1644年朝代结束时接近1.5亿。1500年，美洲人口约为5000万至1亿。
世界其它地区的人在与欧洲探险家接触时常常感染恶毒的流行病。考古学家发现新大陆本土美洲人因旧大陆传来的疾病，如天花、麻疹、流感等，死了九成。欧洲人将疾病传染给从未接触过这些疾病的本土人，他们并没有对应的免疫。
在十八世纪工业革命开始时，人口增长率开始提升。在世纪末了，世界人口接近10亿。在二十世纪之初，世界人口约为16亿。到1940年，该数字到达23亿。
| 1990至2009年间人口增长（%） | 1990至2009年间人口增长（%） |
| --------------------------- | --------------------------- |
| 世界                        | 28.4%                       |
| 非洲                        | 58.4%                       |
| 中东                        | 53.4%                       |
| 中国之外的亚洲              | 36.9%                       |
| 拉丁美洲                    | 32.0%                       |
| 北美经合组织                | 25.1%                       |
| 中国                        | 17.3%                       |
| 欧洲经合组织                | 9.9%                        |
| 太平洋经合组织              | 9.5%                        |
| 欧洲和欧亚大陆非经合组织    | -2.7%                       |

绿色革命带来的农业工业化使得食物增产，随之而来的是1950年人口暴增（超过每年1.8%）。人口增长率在1964年达到每年2.1%的峰值。例如，印度尼西亚人口从1961年的9700万增至2010年的2亿3760万，49年间增长145%。在印度，人口从1951年的3亿6110万增至2011年的12亿，60年增长235%。
| 大陆         | 1900年人口 |
| ------------ | ---------- |
| 非洲         | 1.33亿     |
| 亚洲         | 9.04亿     |
| 欧洲         | 4.08亿     |
| 拉美和加勒比 | 7400万     |
| 北美         | 8200万     |

许多国家因人口暴增顾虑重重，例如撒哈拉以南非洲在过去几个年代里因这一问题导致土地管理、自然资源和供水紧张。
例如，乍得人口从1993年的6,279,921增至2009年的10,329,208。尼日尔、乌干达、尼日利亚、坦桑尼亚、埃塞俄比亚和刚果民主共和国也有类似情况。非洲西部、中部和东部形势最为严重。又如，苏丹难民让临近的乍得和埃及在资源上不堪重负。乍得从苏丹达尔富尔地区接纳了难民约255,000人，中非77,000人。约有188,000乍得人因自己内战和饥荒而逃至苏丹、尼日利亚或近期的利比亚。

### 预期
据预测，世界人口在2050年前会继续增长，到2040年达90亿，一些预测认为2050年人口会高达110亿。到2100年，人口会达150亿。1950年代，沃尔特·格雷林预测世界人口会到达90亿峰值，到二十一世纪随着第三世界调整及热带地区卫生改善会停止增长。
2000年，联合国估算世界人口增长率为每年1.14%（合7500万人），据美国中央情报局《世界概况》数据，世界人口目前以每分钟145人的速度增加。
据联合国世界人口展望报告：
| 大陆         | 2050年人口预期 |
| ------------ | -------------- |
| 非洲         | 18亿           |
| 亚洲         | 53亿           |
| 欧洲         | 6.28亿         |
| 拉美和加勒比 | 8.09亿         |
| 北美洲       | 3.92亿         |

- 世界人口目前以每年约7400万人的速度增加。目前，联合国预测假定总和生育率平均值从2.5跌至2，到2050年世界人口会达90亿。[67][68]
- 几乎所有增长都来自欠发达地区，今天发展中国家近53亿人到2050年预期将会达78亿。对应的相对发达地区人口大多维持在12亿不变。美国例外，预期将在2008至2050年间增长44%。[69]
- 在2000至2005年间，世界平均生育率为单位妇女2.65位孩子，相对于1950至1955年间减半（单位妇女6位孩子）。就中位数变量，全球生育率预期会降至单位妇女2.05位孩子。
- 在2005至2050年间，9个国家会产生世界人口预期增量的一半，为：印度、巴基斯坦、尼日利亚、民主刚果、孟加拉、乌干达、美国、埃塞俄比亚和中国，依增量大小排列。若不是独生子女政策，中国还会排前。
- 全球寿命预期会从2000至2005年间的65岁增至2045至2050年间的75岁。在相对发达地区，预期为2050年的82岁。在最不发达国家里，当前寿命不足50岁，预期增至2045至2050年间的66岁。
- 预期51个国家在2050年人口会比2005年的少。
- 在2005至2050年间，国际移民至发达地区净值预期为9800万。在2005至2050年间，预期相对发达地区死亡率会超过生育率7300万人，这些地区人口增长主要靠的是国际移民。
- 在2000至2005年间，28个国家净移民要么会遏制人口下降或在自然增加（生育率减死亡率）基础上翻倍来增加人口。
- 现在，少数发展中国家生育率正在下降；若没有移民，许多发达国家实际人口会下降。[67]

### 城市增长

至少有一百万人口的城市，2006年。在1800年，世界有3%的人住在城市，到二十世纪末为47%

1800年，世界人口中只有3%住在城市，二十世纪末则为47%。在1950年，有83座城市的居民人口超过100万；但到2007年，已经有468个拥有100多万人的城市群了。研究人员称如果这样下去，世界城市人口会每隔38年翻倍。联合国预测今天的32亿城市人口会在2030年增至50亿，每5人中就有3人住在城市里。
最穷和城市化最差的大陆，即亚洲和非洲，人口会激增。未来25年间城市增长大多会在发展中国家出现。10亿人，或世界人口的七分之一，或城市人口的三分之一现在住在棚户区，这是社会问题的温床，如犯罪、毒瘾、酗酒、贫困和失业等。在许多贫穷国家，由于卫生条件差、营养不良、缺医少药，贫民窟疾病缠身。
在2000年，世界上只有18座巨型都市 – 组合城市如东京、北京、广州、首尔、卡拉奇、墨西哥城、孟买、圣保罗、伦敦和纽约市 – 居住人口超过1000万。日本首都圈已经有3500万人，超过加拿大全国人口（3410万）。
据《远东经济评论》预测，2025年单亚洲会有至少10座'超级城市'，即拥有超过1900万居民的城市，包括雅加达（2490万）、达卡（2500万）、卡拉奇（2650万）、上海（2700万）和孟买（3300万）。拉各斯从1950年的30万增至今天的1500万，尼日利亚政府预期城市居民人口会在2015年增至2500万。2004年報導，中国专家预期到2020年中国城市会有8亿居民。

## 原因

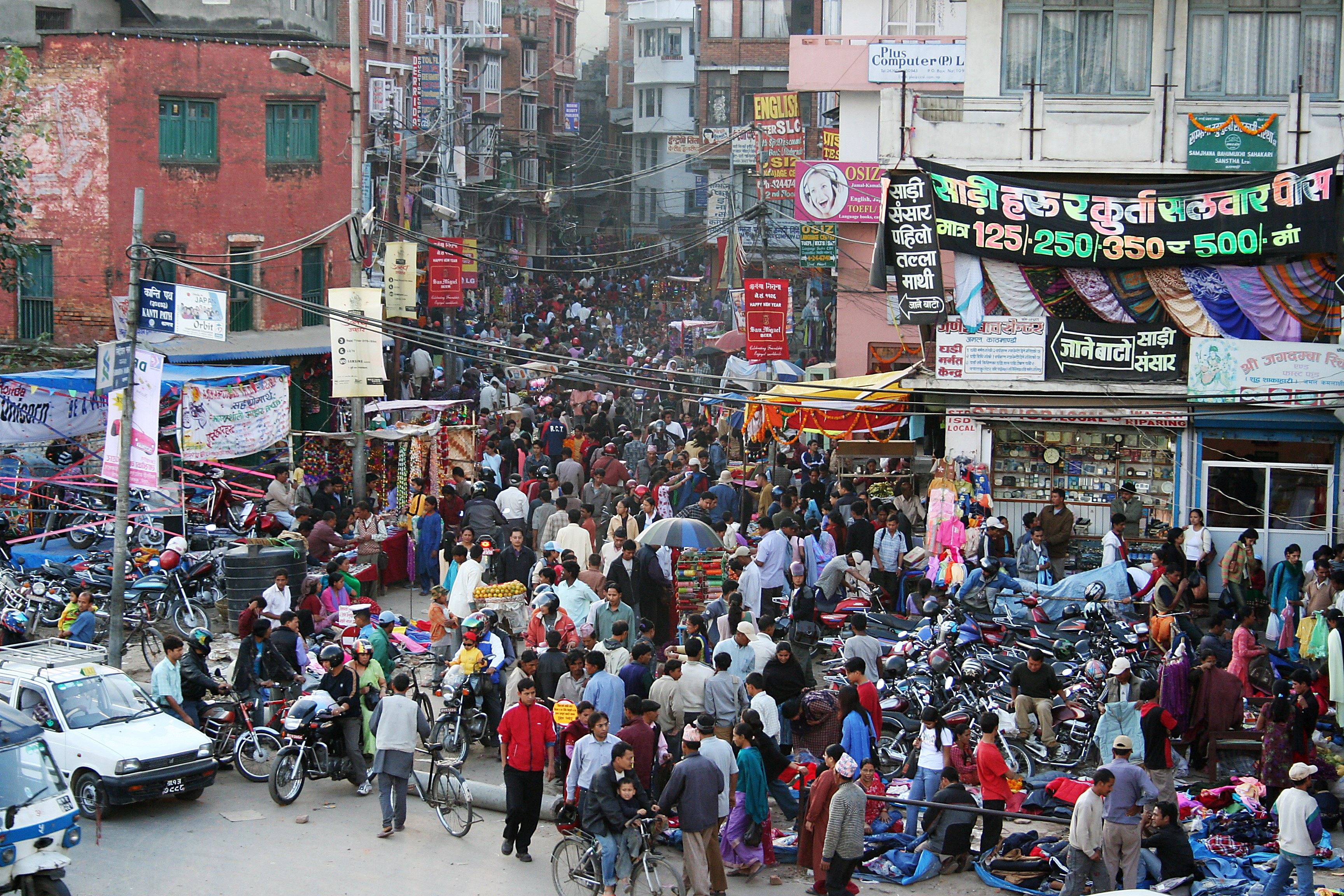
加德满都街头

从历史角度来讲，技术革命与人口爆炸重叠。主要技术革命有三个：工具制造革命、农业革命和工业革命；这都使得食物变多，导致随后的人口爆炸。例如，使用工具，如弓和箭，能让原始猎人得到高能量食物（如肉）。类似的，10,000年前转向农业大量增加了食物供应，能够供给更多人口。工业革命进一步提高了食物生产，机械、肥料、除草剂和农药开垦土地，增收粮食。简而言之，与细菌在食物增加时变多类似，由于技术创新，人类在食物丰富时增加人口。
只要出生率长时间超过死亡率，人口就会显著增加。传统上来说，生育率受到文化、宗教和社会习俗的强烈影响而稳固，对社会、技术和环境影响反应迟钝。例如，十九到二十世纪期间卫生改善、儿童免疫和其它医学进步使得死亡率下降，让更多新生儿能够存活，生育率没有跟进调整，导致人口显著增加。在这些变化前，10位儿童中只有3位能活到成年，而今天工业化国家的新生儿有95%能长大成人。
人类心理和根深蒂固的贫穷循环，以及其它世界的应对都是致因。与民间信仰相左，疾病泛滥、战乱不断的地区长期人口增幅并未减少，而是和顽固的贫困齐头并进。这是因为家长和兄弟姐妹在大灾大难后因失去家人而患上創傷後壓力症候群，通过“多生”孩子来补偿。这种多生孩子和灾祸导致恶性循环，只有少数例外。这种循环持续数个世代，又与战争等灾祸叠加产生乘数效应。例如，非洲艾滋病据说到现在已经夺走了3000万人的命，避孕措施虽然会降低人口增长，但能够对付艾滋病，但在过去20年间，那些支持避孕的经济和相關倡议的活动被選擇靠邊站，反而助长了今天非洲人口爆炸。1990年，非洲人口约为6亿；今天则超过10.5亿。如果艾滋病危机没有出现，反而会少1.5亿。

## 极端
1950至2012年间，保加利亚人口增长率只有0.5%，而阿拉伯聯合大公國翻了一百倍（從79,050成長到850萬）。自1950年来，基本上有一半国家人口增長了四倍。

## 人口转变
人口转变理论认为在生活水平和预期寿命提高后，家庭大小和出生率会下降。然而，新数据显示到达一定程度（人类发展指数等于或大于0.86时）后生育率又会增加。理论就人口老龄化和未来人口增长对环境的影响作出推测，新数据意味着这些自满的推测似乎是误导。
老理论中引用的社会因素包括晚婚晚育，妇女偏好外在工作而不是居家带孩子以及工业社会对童工需求变少。最后的因素来自小农社会儿童下地劳动，在工业社会不需这样；这被用来解释工业地区出生率下降的原因。
许多国家人口增长率高，但总和生育率低，这是因为过去高人口增长率将人口扯向年青族群，这样人口随着更多年轻人步入成年而持续增长。
利兹大学的荣誉研究会员莫里斯·金提出“人口圈套”概念，认为当一个国家人口过于承载能力，却无法移民，出口不足以购进食物时会产生这一现象。这会导致饥荒。他给出的例子是许多撒哈拉以南非洲国家会或将会陷入人口圈套，而不是进行人口转变。
从整体来看，世界单位妇女生育率从1950年的5.02降至2005年的2.65。就地区而言：
- 欧洲 – 2.66至1.41
- 北美洲 – 3.47至1.99
- 大洋洲 – 3.87至2.30
- 中美洲 – 6.38至2.66
- 南美洲 – 5.75至2.49
- 亚洲（非中东） – 5.85至2.43
- 中东和北非 – 6.99至3.37
- 非洲撒哈拉以南 – 6.7至5.53

排除因高度发展逆转的可见的生育率下降，2050年世界单位妇女生育率会在2.05左右。只有中东和北非（2.09）和非洲撒哈拉以南（2.61）会超过2.05。

## 承载能力

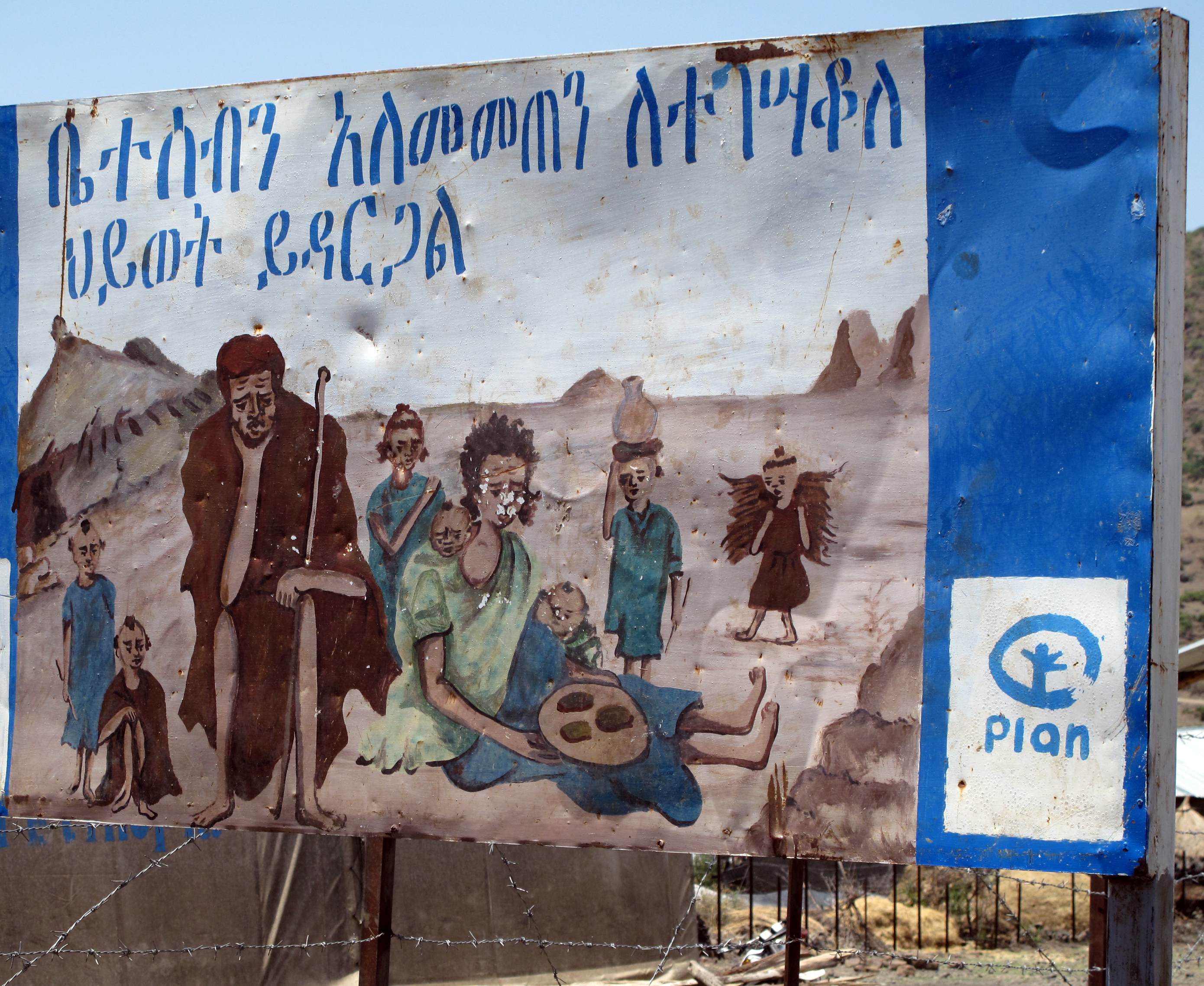
埃塞俄比亚计划生育海报描述孩子过多的问题

一些组织（如世界自然基金会和全球足迹网络（Global Footprint Network））称以生态足迹计算人口承载能力已经超负荷。在2006年，世界自然基金会的《星球生存报告》（"Living Planet Report"）称为了使所有人都像欧洲人那样消费，地球得再更新资源三次。到2006年，人类作为总体用了地球可提供资源的四成多。不过，Population Matters的罗杰·马丁（Roger Martin）称：“穷人想致富，我也想让他们致富，”但之后补充道，“当然我们得改变消费习惯... 但我们也得稳定人数”。2014年，世界自然基金会另一份研究显示以目前人类的消费水平看需要1.5倍的地球生态承载力才行。
但一些批评质疑计算生态足迹的简化和统计方式。因此，全球足迹网络和相关组织与国家政府及国际机构合作来测试结果，参与者包括法国、德国、欧盟委员会、瑞士、卢森堡、日本和阿联酋。一些人提出评估生态足迹更加细致的方法，即将消费分为可持续和不可持续两大类。然而，如果就可持续生产水平调整估算，数值还会更低，意思是生态足迹计算方式估算的超调量更高了。
其它研究特别关注资源枯竭和世界财富增加。
一些数量研究试图估算全球人口承载能力，即世界人口极限。综合69份研究報告显示预估数值为77亿人，依目前的技术来看最低和最高估算分别为6.5亿和98亿。结论得出：“最近，对2050年世界人口稳定水平的预测超出了我们世界人口元估算的极限”。
人类对星球的全部影响不单单是纯粹的人口数量。生活方式（包括总和财富和资源利用）和污染（包括碳足印）都一样重要。在2008年，《纽约时报》称发达国家居民消耗资源的速度是发展中国家的32倍，如石油和金属，而发展中国家人口占人类的绝大多数。
人口过多和过度消费会影响一些问题或导致问题恶化：
- 清洁水源不足，[104]难以供给饮用水、污水处理或排污。一些国家，如沙特阿拉伯，使用昂贵的海水淡化来解决供水不足。[105][106]
- 自然资源枯竭，特别是化石燃料。[107]
- 增加空气污染、水污染、土地污染和噪音污染。当国家实现工业化并致富时，即便人口继续增长，一系列政府管控措施和技术创新会使得污染大幅降低。[108]
- 滥砍滥伐和生态系统破坏[109]使得全球大气氧气和二氧化碳水平失衡；每年约有800万公顷森林被砍伐。[110]
- 改变大气成分导致全球变暖。[111][112]
- 耕地荒废，沙漠化逼近。[113]滥砍滥伐和沙漠化可以通过采取财产权手段逆转，即便人口继续增长，这种政策依然有效。[114]
- 轮耕有时会采用刀耕火耨，特别在农民人口激增的国家尤是，导致热带雨林栖息地减少，诱发大规模物种灭绝及生物多样性衰退[115][116][117][118]；目前灭绝速度可能高达每年减少140,000个物种。[119]2011年2月，国际自然保护联盟濒危物种红色名录列举了总计801个动物物种在人类历史上绝迹，[120]但绝大多数灭绝得不到记录。[119]若非人类干预，生物多样性会持续以指数增加。[121]大卫·金爵士（Sir David King）是不列颠政府前首席科学顾问，他在议会发言：“不言而喻，二十世纪人口暴增对生物多样性影响超过了所有其它因素。”[122][123]斯坦福的欧利希（Ehrlich）称人口增长是地球上灭绝危机的主要致因。[124]

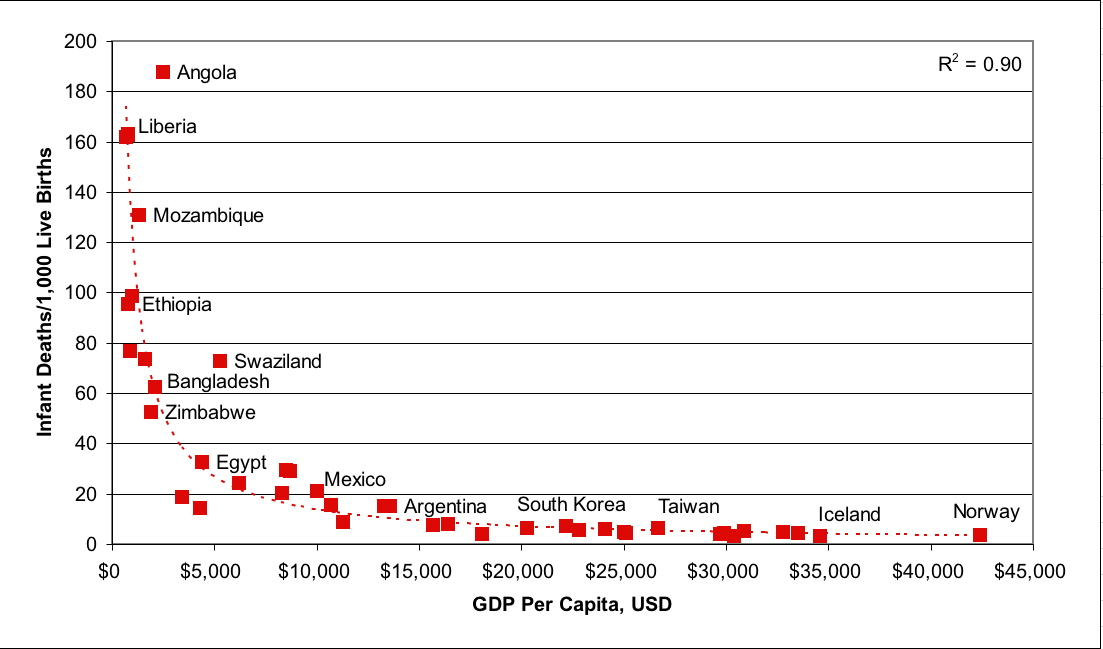
嬰兒死亡率與人均GDP的關係

- 高婴儿和儿童死亡率。[127]高婴儿死亡率与贫困有关。富裕国家人口密度大但婴儿死亡率低。
- 新流行病和瘟疫出现。人类受到抗生素抗药性疾病制约，新病毒感染人类。[128]由于许多环境和社会因素，包括过度拥挤的生存环境、营养不良、缺医少药，穷人更容易受到感染。[129]
- 饥荒、营养不良[130]或与之相关的疾病（如佝偻病）。不过，富裕国家虽然人口密度大但不至于这样。[131]
- 一些地区贫穷伴随通货膨胀导致集资不多，并伴随暴政。但许多人口密度高的国家已经消除了绝对贫困，降低通货膨胀。[132]
- 一些国家人口激增时预期寿命反而降低。[133]
- 由于水资源枯竭，排污系统不佳导致生活环境污秽不堪[134]。当然，这些问题可以通过安装下水道解决。如巴基斯坦卡拉奇安装下水道后，婴儿死亡率大幅度降低。[135]
- 由于没有出路导致贩毒和偷窃等犯罪活动增加。[136]
- 因资源稀缺和过度拥挤导致冲突，诱发战乱。[137]
- 个人自由减少，约束性法律增加。法律规范人与人之间的关系。人口密度越高，彼此摩擦越多，所需法律和约束也就越多。1958年，阿道司·赫胥黎认为人口过多威胁民主，导致极权主义政府上台。[138]
- 大卫·阿滕伯勒爵士称地球人口数量使所有环境问题加倍恶化。[139]2013年，他称人类是“地球的瘟疫”，需要扼制人口增长。[140]

这些问题中的许多出现在反乌托邦科幻电影《超世纪谍杀案》里，另一作品《巨变之后》描述了人满为患的地球上食物短缺、资源枯竭、贫困肆虐。
一些经济学家，如托马斯·索维尔和沃尔特·威廉姆斯认为第三世界贫困和饥荒部分由于暴政和经济失策导致。大多数生物学家和社会学家认为人口过多严重威胁生活质量。一些深层生态学家，如激进思想家、辩论家彭迪·林克拉认为人口过多威胁整个生物圈。

## 资源
人口過多除了受人口的規模與密度影響，也取決於人口對可用永續資源的比率，以及資源的使用及分配。
在考量相对于某一生态位的人口是否过多时会观察饮用水、清洁空气、食物、居所、温度和其它维持生活所必要的资源。若生活质量也纳入考虑，需要参考额外资源，如医疗卫生、教育、合适的污水处理、排污和能源供给等。人口过多导致在基本生活维持上竞争激烈，导致生活质量下降。
直接维系人口健康的是供水，这也是最紧张的资源之一。全球约人口75亿，每人理论上喝2升水，那么每天最少要150亿升水来维系健康生活（美国）。气象气候、海拔都导致洁净的饮用水分配不均。没有清洁水源，健康生活无从谈起。除了饮用，水也用于卫生清洁，为生活创造健康居住环境。水也用于洗澡、洗涤、娱乐、浇灌等用途。灌溉是其中最大问题，若无足够水源灌溉农田，农作物就会歉收，导致粮食供应紧张，甚至引发饥荒。在灌溉之外，耕地也是有限的，不能无限开垦。人口增长需要耕地，没有开垦或过度使用耕地都会影响营养供应平衡。另一问题是耕地相对国家和人口的位置和距离（Bashford 240）。能否得食是影响人口供养和增长的重要限制因素。人口增加，耕地却没有开垦，最终会导致严重冲突。全球土地的38%用于农业，并非想要就有。虽然植物每年生产540亿吨碳水化合物，但若人口增至2050年的90亿，这些植物就供不上了（Biello）。食物供给问题是资源承载能力超负荷的主要例子。若强行在田地上种过多的庄稼，会导致土地贫瘠而减产。因此，超过可持续底线剥削资源，只会杀鸡取卵、适得其反。必须给予足够喘息时间来恢复各个供给来满足当代人生的需求。

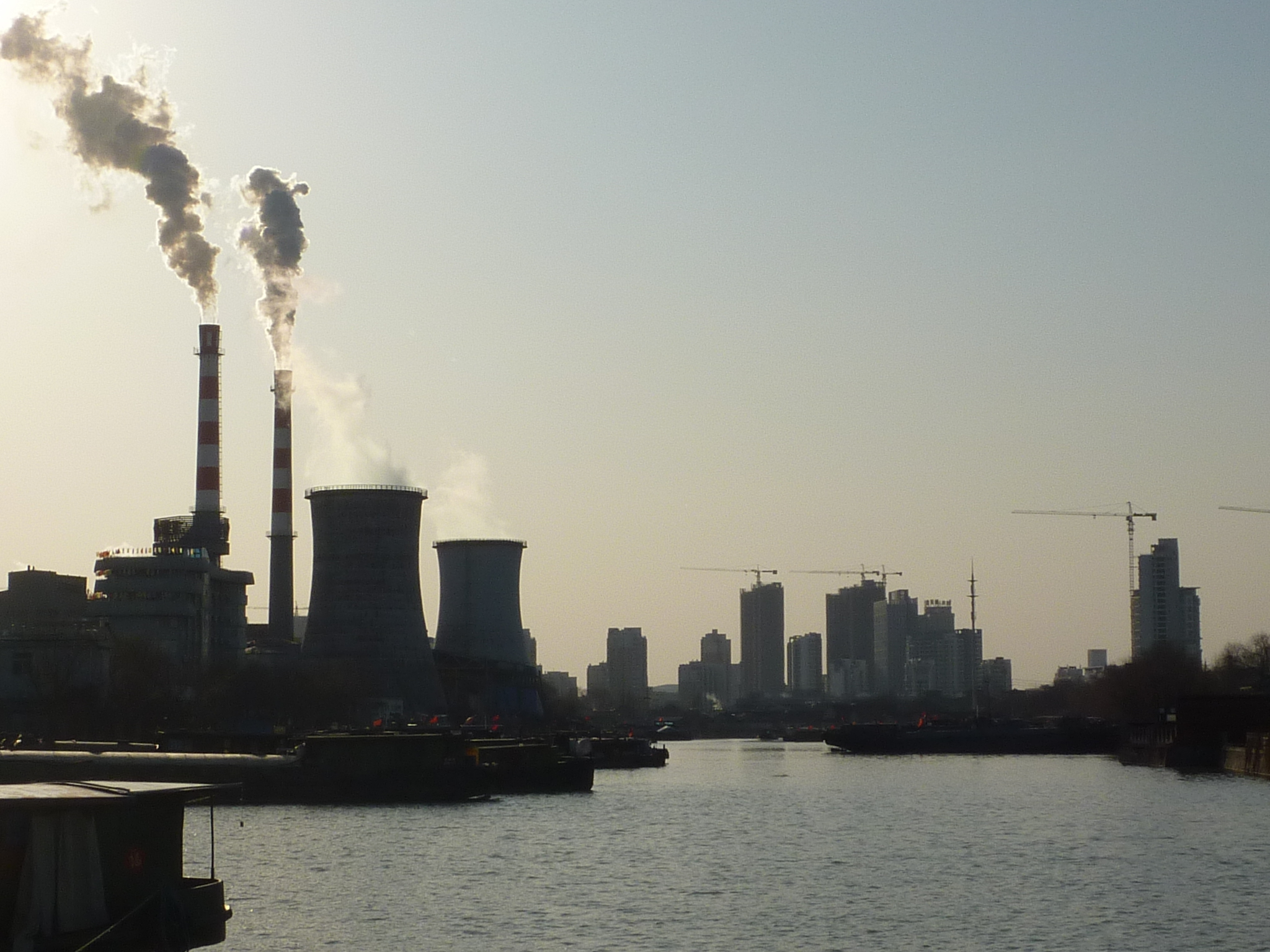
扬州市工业区的一个发电站

大卫·皮门特尔称：“由于人口增长和维系生命的关键资源失衡，人类必须积极保护农田、淡水、能源和生物资源。需要开发可再生能源。所有地方的人类都必须知晓人口激增破坏地球资源和人类幸福。”
美国地质调查局在报告《地球未来：下一世纪科学挑战（页面存档备份，存于）》中有所评价。“随着全球人口持续增长... 人们会要地球更多的资源，包括矿物、能源、空地、水、植物及动物资源。”《新科学家》在《地球自然财富审计》中称我们使用的各种产品所需的各种矿物在近期有被挖光的危险。世界上一些地球学家根据所需矿物计算新技术成本以及在发展中国家的应用传播。所有人一致同意地球人口爆炸和生活标准日益提高对矿物需求是前所未有的，提供的也只有地球。矿物的稀缺甚至意味着一些技术从长远角度来看不值得追求.... “以目前的技术来看，一些未开采的金属似乎不足以支持地球上所有人享受现代‘发达世界’的生活质量”。
一些丰收之角研究人员持乐观态度，如朱利安·L·西蒙和比约恩·隆伯格认为有足够资源供未来人口增长。在2010年研究中，他们在《独立报》上总结道：“地球不会（也永远不会）养不起人”。一些批评者警戒这个成本高昂：“就未来几十年全球食物增产来说，技术乐观主义者可能不错...[然而]保罗·R和安·H·欧利希所描述的‘将地球变成巨型人类饲养场’的环境成本会很严峻。伴随人口增长的农业大幅度扩张可能导致进一步的森林砍伐、物种灭绝、土壤侵蚀、农药化肥污染等。”由于人类与地球生命系统唇齿相连，一些科学家质疑继续扩张是否明智。
《千禧年生态系统评估》是份由1,360位世界著名科学家历经4年的研究成果，旨在度量自然资源对人类和世界的实际价值。据该报告称：“在二十世纪下半叶，世界生态系统结构急剧变化，超过人类历史上任何时期，现在几乎所有地球生态系统都深受人类活动影响。”“生态系统服务，特别是食物生产、木材和渔业，对就业和经济活动来说很重要。高强度使用生态系统常在短期内获得暴利，但从长远看，过度和不可持续的滥用导致亏损。一个国家可以不留青山、竭泽而渔，得到靓丽的GDP，失去固定资产。如果生态系统的全部经济价值被纳入决策，其退化将被扼制甚至逆转。”
联合国环境署另一项研究为《全球环境展望》，由1,400名科学家历经5年完成，得出类似结论。报告“发现人类消费远远超过可用资源。现在，每个人需要地球额外提供三分之一的土地来满足需求。”它将问题归咎于没有“响应或承认每个人或地球环境所面对的挑战之大... ‘系统性毁灭地球自然或基于自然的资源已经挑战了经济可行性 —— 我们交给孩子们的账单可能支付不起...” 报告作者称它的目标“不是给出黑暗和阴郁的剧情，而是紧急呼吁行动。”它警告“应对问题可能会触及强大的既得利益集团，环境问题必须提升到决策中央... ”
虽然所有资源，无论矿藏或其它等，在地球上都是有限的，当某一资源出现稀缺或高需求时都会有一定程度的自我调整。例如，1990年已知自然资源储量不少，虽然需求高消费高，价格相对1970年下降。只要價格機制出现，市场常常自我修正，寻找替代资源或新技术。

### 淡水
农业所必须的淡水供应在全球范围内每况愈下。随着人口增加，水源危机会加剧。
如下是海水淡化的潜在问题，不过，世界绝大多数淡水在极地冰盖上和地下水系统里。
淡水可以从海水淡化得来。例如，马耳他三分之二的淡水来自海水淡化。一些海水淡化厂靠核动力驱动。海水淡化成本高昂，将大量经过淡化的海水送往全国，特别对于贫穷国家来说不大现实。海水淡化成本不一；目前以色列淡化成本为每立方米53分钱，新加坡为49分钱，美国为81分钱（合1,000加仑3.06美元）
根据周和托尔2004年的研究，“海水淡化成本等于将水泵上2000米，或远送1600千米。对于远离海洋的高海拔地带，如利雅得和哈拉雷，海水淡化很贵。另一些地区，主要成本是淡化而非运输。像北京、曼谷、萨拉戈萨、鳳凰城，当然像的黎波里的沿海城市，成本会低些。”因此，研究对于滨海富裕地区应用该技术表示肯定，它总结道：“海水淡化可能是一些水源紧张地区的解决办法，但贫穷的、远在内陆的或高海拔的地区则不然。不幸的是，那些地方最缺水。”另一个潜在问题是副产品盐湖卤水，如果在高温时倒回海水，会导致严重海洋污染。
世界最大的海水淡化厂位于阿拉伯联合酋长国阿里山港口（Phase 2），每年生产3亿立方米的淡水，合每秒2500加仑左右。美国最大的海水淡化厂位于佛罗里达州坦帕湾，在2007年12月开始每天淡化2500万加仑（95000立方米）的水。2008年1月17日的《华尔街日报》文章称：“根据国际海水淡化协会，全世界海水淡化厂每天生产120多亿加仑的水。”沙特阿拉伯在朱拜勒淡化海水后，经管道送水200英里（320）至内陆首都利雅得
国际原子能机构重力回復及氣候實驗衛星和同位素实验的新数据显示位于地球最大最干旱地区之下的努比亚含水层有足够水源供“至少几个世纪用”。除此之外，新地图精细地描述了地下水储备，新技术能够相对廉价地泵水出来。

### 食物
一些科学家认为维持世界人口的食物不够吃，此事有争议，特别是在可持续性上。
许多国家大量依靠进口。埃及和伊朗的粮食四成靠进口。也门和以色列得进口九成多的粮食。只有6个国家：阿根廷、澳大利亚、加拿大、法国、泰国和美国出口九成粮食。近十年来，美国占世界粮食出口的近一半。
2001年联合国报告称人口增长是“农业需求增加的主要驱动力”，但在假定人口增速放缓情况下，“对全球粮食生产能力能否满足可预见未来的需求（即至2030到2050年左右），专家最新评估持谨慎乐观态度”。
2007年观察数据显示世界营养不良绝对人数在1995年为8.32亿，对比2007年的9.23亿实际有所增加。最近，联合国粮食及农业组织估算出更急剧的增量，为2009年的10.2亿。

#### 展望全球

食物增产超过人口增长

这里讨论的自然资源总量并非永恒不变，分布并非此消彼长。例如，由于绿色革命及更多耕地开垦，世界食物产量在1995年前稳固增长。2005年，世界人均食物产量显著高于1961年的产量。
当世界人口从30亿增至60亿时，贫穷国家每日卡路里消费从1,932增至2,650，当地营养不良人口比率从45%降至18%。这说明第三世界贫困和饥饿是由于发展欠佳而非人口过多所致。然而，其它人质疑这些数据。从1950到1984年，绿色革命改变了世界农业，粮食增产超过250%。自绿色革命起，世界人口已经增加40亿左右，大多数人认为，若非绿色革命，饥荒和营养不良会打破联合国现有文献记录。
超重人数已经超过了营养不良人数。2006年，MSNBC报道称：“全世界约有8亿人营养不良，超过10亿人超重。”美国是世界上肥胖比率最高的国家之一。
然而，研究显示富裕的、有教育的人吃健康食物更多，显示肥胖是因贫困、缺乏教育、吃高卡路里和低营养价值的垃圾食物所导致的疾病。

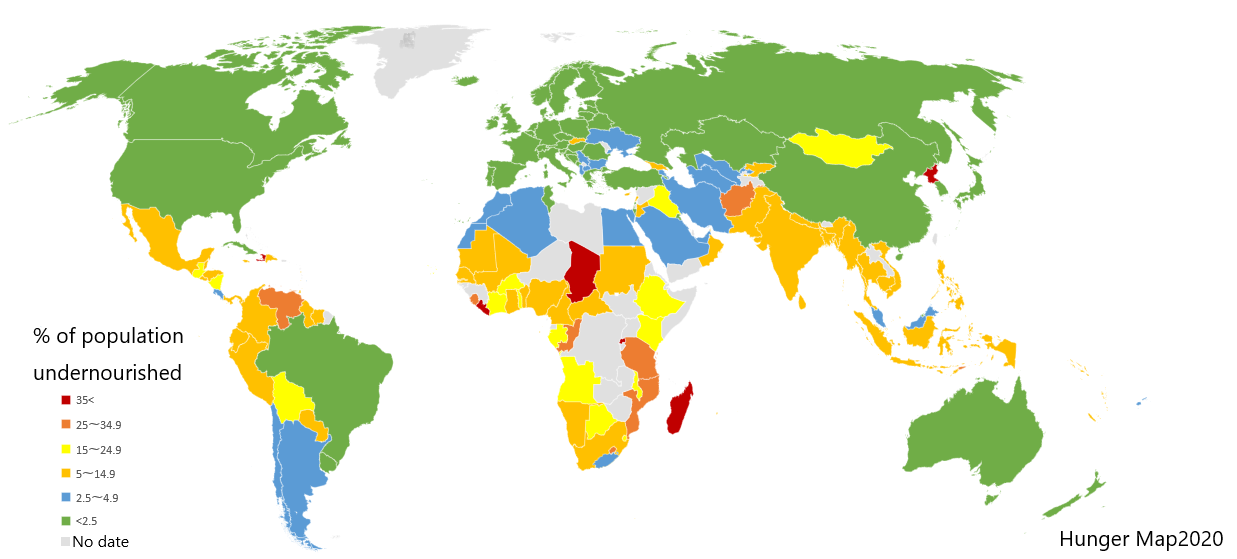
各国营养不良的人口比例，联合国统计

联合国粮食及农业组织在报告《2006年世界食物危险情况》中称发展中国家营养不良的人数下降了约300万人，从1990至1992年的20%减至17%。组织进一步预期2015年发展中国家饥民比率相比1990至1992年会减半至10%。组织称：我们强调先减少饥饿，这在全球范围来说已经不是方式方法问题了。今天，世界比十年期更加富有。食物更多，并能够进一步增产而不必担心价格上行压力。减少饥饿的知识和资源都有，缺乏的是足够的政治决心来动员这些资源服务饥民。”
2008年，由于更多农业转而生产生物燃料，世界油价超过每桶100美元，全球人口增长，气候变化，居民和工业用地占用耕地以及中国和印度消费需求增加导致粮价攀升，世界许多国家出现了食物暴动由Ug99秆锈病引起的小麦流行病在非洲和亚洲肆虐，引发广泛忧虑。恶性农作物疾病会在世界上大量毁坏小麦，使数以万计的人无法果腹。该疾病已经从非洲传入伊朗、阿富汗和巴基斯坦等地。
若资源消耗殆尽，粮食安全就难以保障。有枯竭危险的资源包括石油、磷、粮食、鱼和水。2009年，不列颠科学家约翰·贝丁顿爵士预测2030年能源、食物和水需要增加50%以满足需求。据联合国粮食及农业组织预测，2050年食物供应需要增加七成才能满足需求。

#### 非洲
美国人口资料局报道称非洲撒哈拉以南地区不但是该大陆最贫穷的地区，而且人口比世界其它地方增长得都快，“人口暴增令经济难以创造足够的工作来帮助人民摆脱贫困。”撒哈拉以南非洲10个国家中的7个出生率很高，但在联合国人类发展指数上垫底。
据联合国粮食及农业组织报告，每年有600万儿童因饥饿和营养不良离开，相比二十世纪九十年代，更多在撒哈拉以南的非洲人在这十年间营养不良。据《世界粮食危机状况》报告，在上述地区，10年前营养不良的人口有1亿7040万，而2000至2002年增至2亿350万。2001年，当地46.4%的人为极度赤贫。

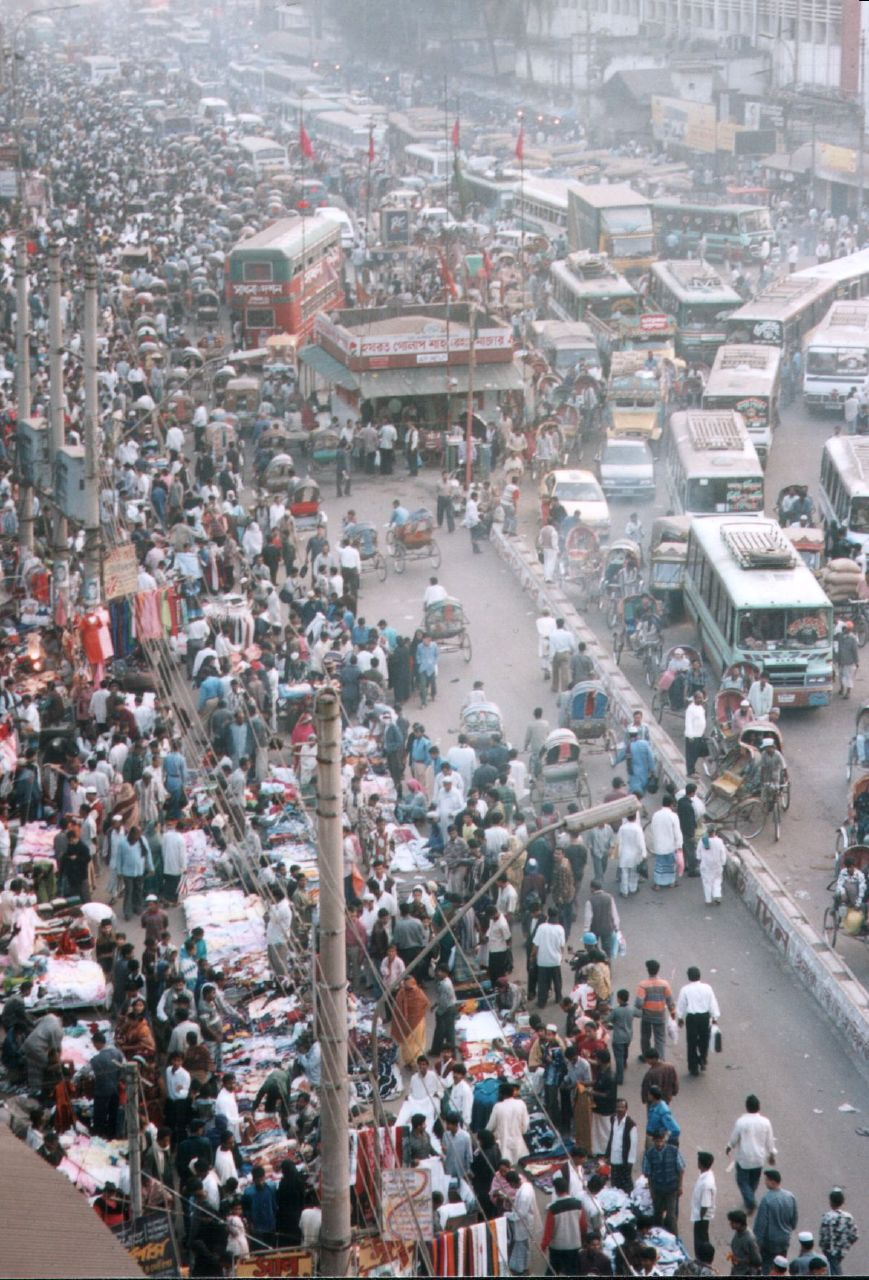
孟加拉国达卡街头人群

#### 人口与食物来源
来自不同领域和政治背景的思想家，包括农业学家大卫·皮门特尔、行为学家罗素·霍冯伯格、右翼人类学家弗吉尼亚·阿伯内西、生态学家加勒特·哈丁、生态和人类学家彼得·法尔布、记者理查德·曼宁、环境生物学家艾伦·D·桑希尔、文化评论家、作家丹尼尔·奎恩、和无政府原始主义者约翰·哲忍，认为人类人口和其它动物族群一样，当食物充足时扩张，稀缺时缩减。
这一理论的支持者辩护道每次食物产量增加，人口就增加。历史上人口情况大多证实这一理论，现在也如此。狩猎采集时期人口随食物多少增减。在新石器革命后世界人口开始增加，食物供应也增加。这样，在绿色革命之后人口增速更快，并持续至今。通常，富裕国家会将多余食物支援穷国；不过，该理论支持者认为这事看似不错，但在长远会造成伤害。例如，彼得·法尔布称该悖论“人越多生产越多，催生人口进一步膨胀。”丹尼尔·奎恩也注意到这一现象，他称之为“食物竞赛”（类似核军备竞赛）。
批评者指出，现代发达国家食物最充足，出生率反而最低。事实上，一些发达国家人口不增反降。联合国预期有51个国家和地区，包括德国、意大利、日本和前苏联加盟国家，在2050年人口会比2005年的低。这显示，将人口对比某一政治区域考量，并不总是符合食物供应的变化。然而，全球人口作为整体依然根据食物供给总量变化，许多富裕国家是穷人的主要食物“出口方”，这样，“将食物从富裕地区出口到不足地区（Allaby, 1984; Pimentel et al., 1999），使得食物不足地区的人口进一步增加。”
无论对人口与食物来源之间的关系功能如何批评，人口从全局来看增长无疑，伴随的是食物总量净增长。当农业发展时，这一现象持续了约一万年。富裕国家人口减少不能将理论全盘否定，因为世界是个全球系统，食物可以越过国界送往稀缺地区。霍冯伯格和皮门特尔的发现支持双方观点，奎恩直接批评道“第一世界的农民在第三世界的人口爆炸火上浇油。”另外，假说不能因某一案例简单推翻，如德国近期人口趋势；很明显，其它因素限制了富裕国家人口：避孕、教育、社会规则等，更重要的是国与国之间经济现实的差异。

#### 缺水恶果
缺水已经迫使众多小国大幅进口粮食，若非应用技术，中国和印度等大国也会如此。由于大幅度透支可持续性，一些国家用水评分不佳（包括中国北方、美国和印度）。其它受影响的国家包括巴基斯坦、伊朗和墨西哥。透支已经导致用水紧张，使得粮食歉收。虽然对含水层再三压榨，中国粮食还是因此歉收。这使得粮价上涨。本世纪中叶，约30亿人将会出生在缺水国家里。海水淡化被认为是解决缺水行之有效的方法。
在中国和印度之后，又有一些较小的国家大幅度缺水：阿尔及利亚、埃及、伊朗、墨西哥和巴基斯坦。其中四个已经大幅度进口粮食。只有巴基斯坦自给自足。但随着人口每年增加400万，巴基斯坦会很快跑到世界市场上去买粮。

### 土地

地表水覆盖率、农业、转化中、未破坏和人类居所。虽然人类自己只占了地表总面积的0.05%，却会影响到超过四分之一的土地

世界资源学会称：“耕地和牧地的农业转型已经影响了33亿公顷，约占土地的26%。总而言之，农业取代了温带和热带森林的三分之一以及自然草地的四分之一。”土地的四成正在转型或支离破碎；不足四分之一是处女地，主要在极地和沙漠。由于盐碱化、森林砍伐、沙漠化、土壤侵蚀、和城市蔓延，土壤变得不再好用。全球变暖也导致许多富饶耕地被淹。能源发展也会大量占用土地，如建水电大坝。因此，可用土地是有限因素。据估算，可用土地只要有一半已经用于耕作，而对现存保留地大大高估令人不安。
新型选择性繁殖和杂交植物可食用部分（果实、蔬菜和粮食）更多，不可食用部分更小。然而，这些农业技术成就已经作古，新成就高不可攀。新技术使得农作物可以在某些边际土地生长。水产养殖理论上可以增加可用土地。水耕栽培和真菌作物让食物增产，即便这可能是精耕细作，但不需花费大量土地或依赖气候阳光。另一些人认为开垦所有土地未必增产，因为一些边际土地只能用刀耕火耨这种不可持续方式来耕作。即便有了现代农业技术，可持续生产依然存疑。
一些国家，如阿拉伯联合酋长国，特别是其迪拜酋长国和荷兰一样，通过填海造陆建造了大量人工岛、大坝和堤坝来增加国土面积。一些科学家称在未来，人口稠密城市会在摩天大厦内用垂直农法耕作。质疑者耻笑地球空间有限的说法，认为65亿人可以舒服地塞进美国德克萨斯州大小的地区（约269,000平方英里或696,706.80平方）。然而，人类影响的不简简单单是居住面积。

### 化石燃料

马里恩·金·哈伯特预期世界采油率。现代农业完全依赖石油能源

对人口乐观主义的批评指出该观点忽视石油及其它化石燃料的枯竭，让肥料和交通燃料难以生产。1992年，阿尔·戈尔在《濒临失衡的地球》写道：“... 建立全球协作计划来完全消除内燃机的战略计划是可能的，或许要用二十五年... ”美国生产的一半左右的石油被提炼成为汽油，用于内燃机。
应美国能源部要求，报告《世界石油生产顶峰：影响、缓解和风险管理》于2005年2月出版、2007年修正更新，常被称为赫希报告。
该书研究了油峰出现的时间框架，必要的缓和措施以及沿时间轴可能出现的影响。报告总结称世界石油顶峰将会出现，甚至可能会很突然。在顶峰出现前20年准备缓和措施可以躲过危机。
乐观主义者反驳称在合适的可替代技术发展应用前，如核能或各种可再生能源等，化石燃料足以应付。通过热解聚来处理垃圾、污水和农业废物来生产肥料的方式已经出现。

### 貧富

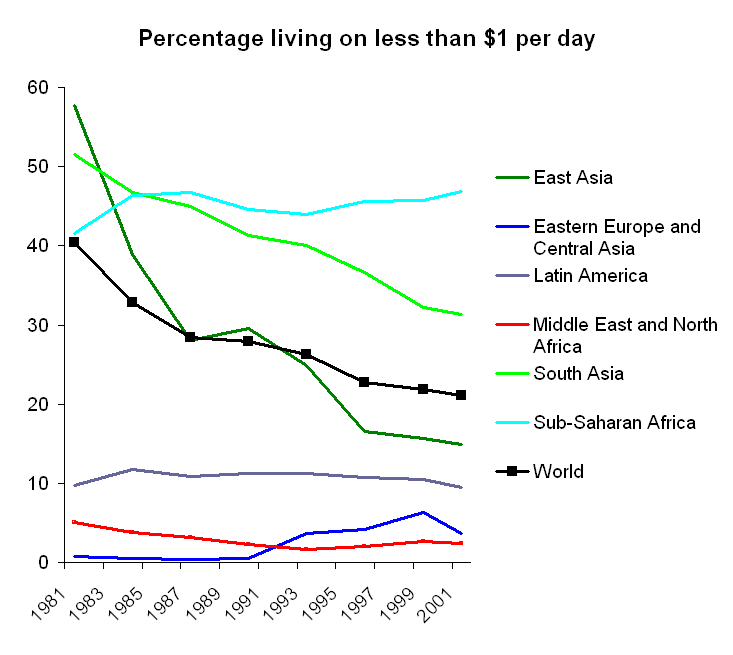
随着人口增长，每天活在1美元（依通胀调整）以下的人口比例在20年间减半，1981至2001年

联合国指出约8.5亿人营养不良或饥饿难耐，有11亿人喝不到安全的饮用水。从1980年算起，世界经济增长380%，但生活在每天不足5美元的人数增至11多亿。
1997年，联合国《人类发展报告》称：“在过去15至20年间，超过100多个发展中国家和一些东欧国家在发展上遭受灾难性失误。在工业化国家中，生活质量下降之深之久除了三十年代大萧条外没有可比的。这导致10亿人收入跌回10年前、20年前甚至30年前的水平”。类似地，虽然非洲撒哈拉以南“饥民”比率有所下降，但绝对人数却随总人数的增长而增长。比率从1970年的38%跌至1996年的33%，预期2010年会跌至30%。但该地区人口在1970至1996年几乎翻倍。要让饥民人数保持不变，比率必须拦腰减半。

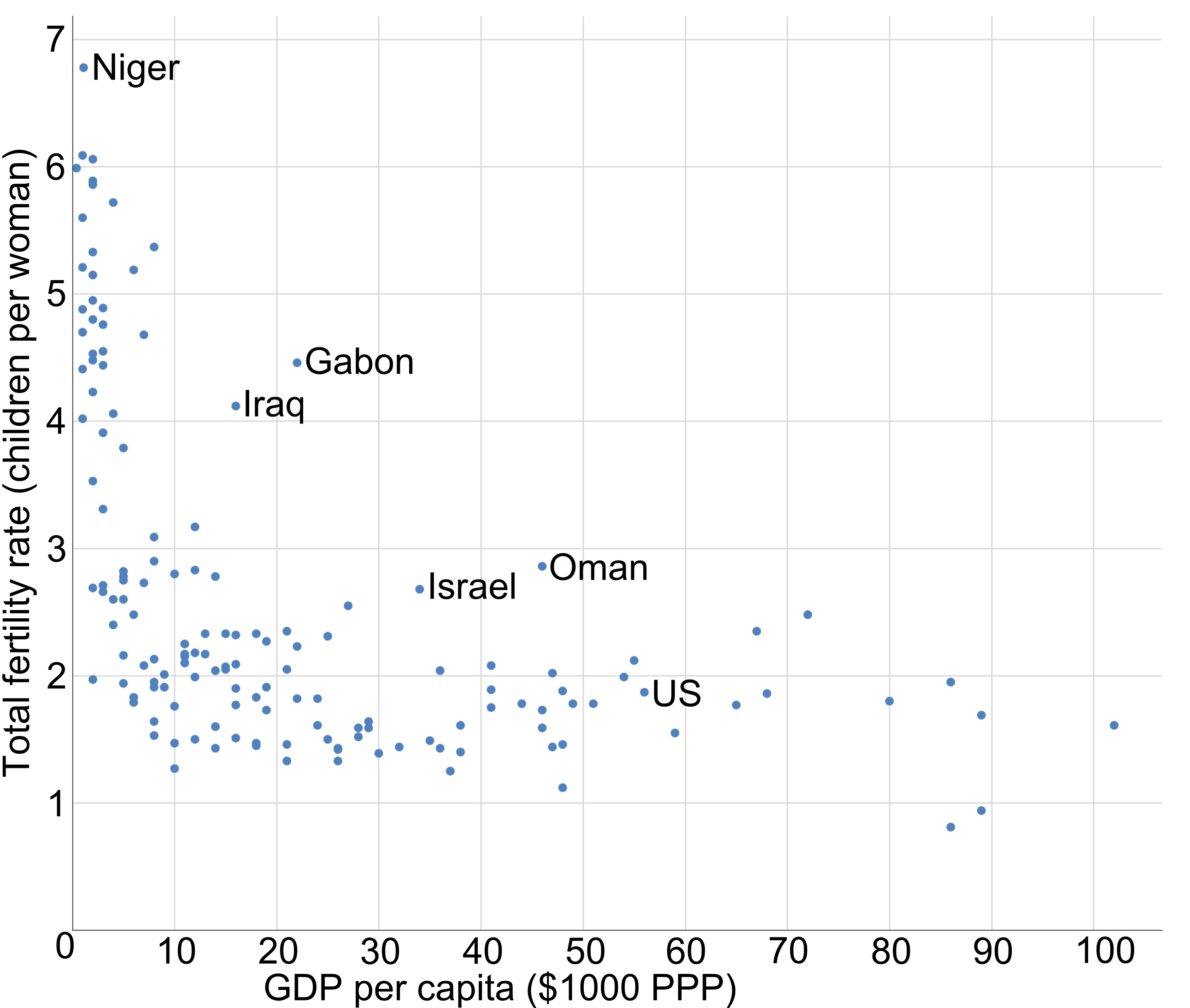
总和生育率对比各国人均GDP（PPP），2015年

若妇女收入增加、束缚越少，子女数量会减少（如从6人减至2人）、质量则会上升。
两者关系并非简单的因果关系，其中掺杂着复杂的生育率、死亡率和经济发展等因素。
生活环境破败也对人口造成非常恶劣的影响，如疟疾和艾滋病等疾病。缺少营养、脏乱差、缺医少药、死亡率高、出生率地会对人口造成打击。

## 环境
|  | 你知道，当我们最初建立世界自然基金会时，是为了拯救濒危物种不至灭绝。但我们失败的一塌糊涂；一个都没救成。如果把钱全塞进避孕套里，或许能办得更好。彼得·斯科特爵士，世界自然基金会创始人 |

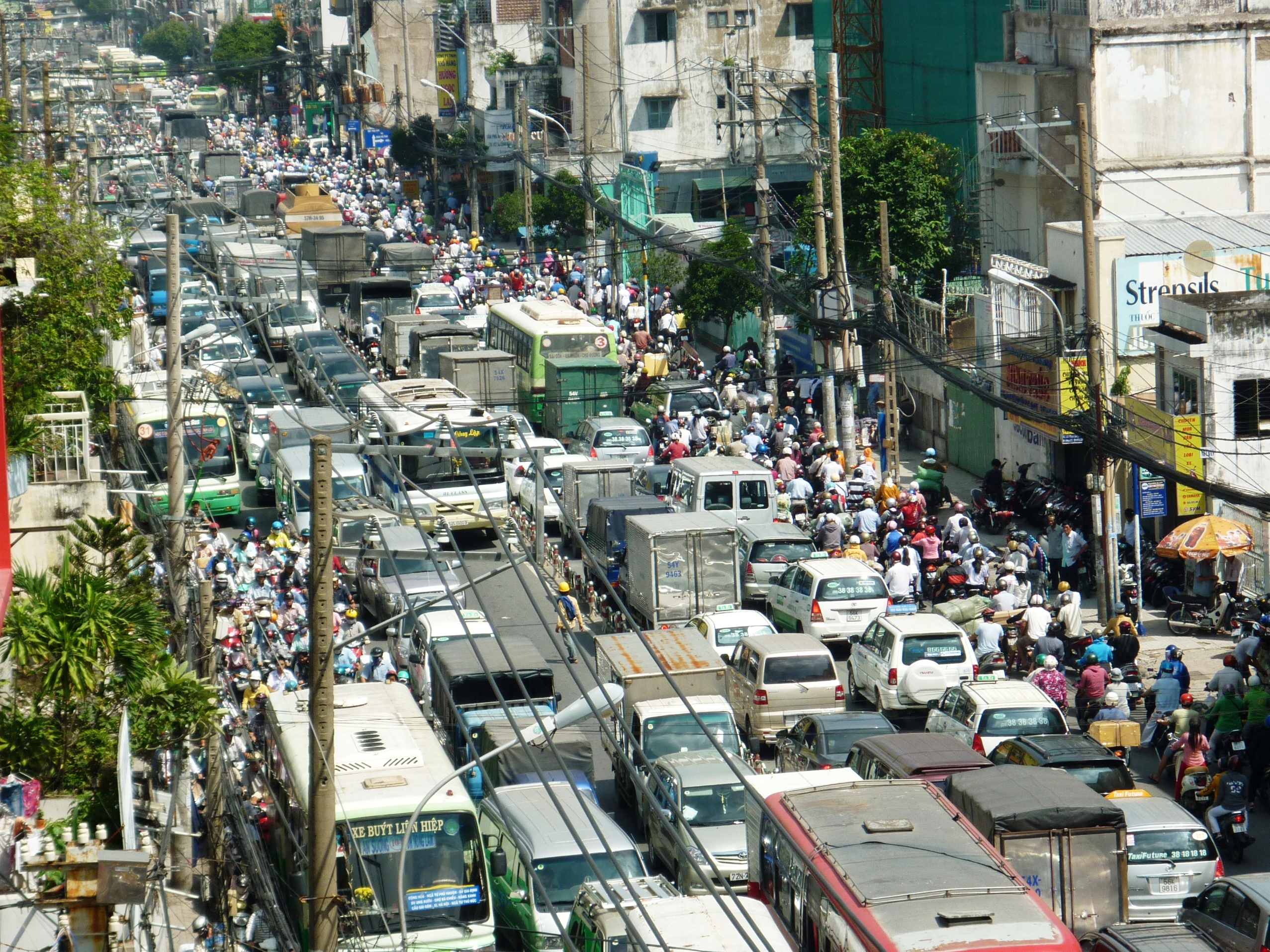
越南胡志明市堵车

一些国家人口众多，环境问题严峻，单单控制人口增长并不一定在环境问题上一蹴而就。不过，当人口众多的发展中国家进行工业化时，污染和能耗一定会增加。
世界观察研究所称2006年中国和印度经济繁荣是“改变全球生物圈的星际动力”。报告称：
简而言之，世界的生态承载能力不能持续满足中国、印度、日本、欧洲和美国的野心以及其它世界的渴望。
早在二十世纪初，人口过多就深刻影响地球环境了。据全球足迹网络：“今天人类使用的资源和排放的废物相当于1.5个地球。”生态系统服务损耗导致的环境退化会带来经济后果。在科学证明环境伤害以外，一些人认为保护物种不至灭绝是道德责任。环保作家杰里米·里夫金称：“我们的人口累赘和城市化生活是以大型生态系统和生物栖息地为代价的... 当庆祝世界城市化时，我们迅速临近了另一个历史分水岭：荒野消失了。这并不意外。”
美国科学促进会前主席彼得·雷文在《AAAS 人口与环境图册》中称：“我们在建立可持续发展世界上努力如何？显而易见，过去半个世纪是个创伤，人类数量、财富（人均消费）以及我们选择的技术造成叠加影响，以不可持续的高速度继续剥削着地球资源... 在很短的时间内，我们失去世界表土的四分之一、耕地的五分之一、深深地改变了大气层的成分、破坏了大片森林和其它自然动物栖息地，却没有补偿修复。最糟糕的是，我们以超过历史水平百倍的速度加快了生物绝灭，永久地失去物种，在二十一世纪末威胁到所有主要物种的生存。”
据称，如果中国和印度也像美国人均资源那样消费，到2030年就得要整个地球来满足他们的需求。从长远角度来看，日益稀少的资源会影响冲突加增，最坏的结果是马尔萨斯灾难。
许多研究将人口增长与温室气体及气候变化效应联系起来。

## 战乱
|  | 各国人口过多已经成为人民健康的严重威胁，对在这个星球上任何组建和平的企图都造成了严重阻碍。阿尔伯特·爱因斯坦 |

有人认为人口过多会导致国家内外紧张。现代词汇“生存空间”支持这一观点，认为人口过多会导致资源稀缺，使得年轻人无法通过和平劳动方式找到机会而诱发战乱。

## 建议
|  | 这个文化对人类和自然世界暴力相向，就目前的暴力水平而言提及减少人口和消费不能不谈到暴力和贫困，这并不是说削减它们必须使用暴力，而是暴力和贫困已经被我们的文化默认。《残局》，德里克· 延森著，2006年 |

一些方法和缓和措施被用来对付人口过多问题。一些方法被用在全球层面上（如联合国举措），另一些则用在地方、省市和其它组织层面，还有一些则用在家庭和个人层面。有的缓和措施旨在设立社会规范。人口过多威胁环境，因此社会必须对目前的社会规范做出改变来逆转一些环境问题。
例如，中国政府采取政策控制夫妻生育人数。建立市场策略来教育公众有关人口过多的恶果。“干预可以低成本普及。各种印刷资料（传单、手册、说明和贴纸）得在社区分发，如敬拜场所、运动会、当地菜市场、学校和停车场（的士/公交站）等。”
一些宣传工作介绍了问题，让社会规则能够更容易改变。某些政府政策让社会更容易接受避孕和堕胎举措。与全球扼制人口过多相反的例子是阿富汗，“阿富汗总统哈米德·卡尔扎伊在2009年3月颁布的什叶派个人身份法力挫阿富汗什叶派妇女权益和自由。根据该法，除非生病，妇女无权拒绝丈夫性行为，否则可以不许吃饭。”

### 教育与授权
一个选择是重视对人口过多的教育、计划生育和生育控制，包括使用简易有效的男性和女性避孕套、避孕药和子宫环等。全世界近四成怀孕是意外（每年近8000万）。世界最贫困地区约有3亿5000万妇女不想要最小的孩子、不想多要孩子或想隔一段时间再要孩子，但缺乏信息和可行方式及服务来规划家庭大小。2001年，美国约有近一半怀孕是意外。在发展中国家，每年约有514,000位妇女因怀孕或堕胎致死，其中死亡的86%出现在非洲撒哈拉以南和南亚。此外，近800万婴儿因营养不良、患小病、特别是饮用水不干净而死亡。
辩论的核心焦点常在妇女权利和生育权上。
“我唯一看到的希望之光虽然不多，就是无论如何女人要把持自己的人生，包括政治和社会的；当医学设施能够让她们决定控制生育，丈夫允许她们做出决定，生育率就会下降。女人可不想生十二个死九个。” —— 大卫·阿滕伯勒爵士
2008年6月，埃及卫生和人口部长哈特姆·贾巴利宣布政府通过教育和妇女劳动来减少人口的计划，并为此出资4亿8000万埃及镑（约合9000万美元）。
商界大亨泰德·透纳提出“自愿、非强制性”的独生子女计划。英国相关人口组织Population Matters举办了“二胎或更少”的运动，呼吁人们为小型家庭努力。

### 管控

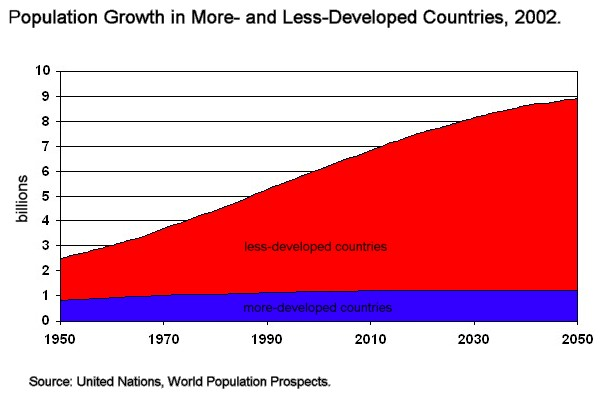

人口过多问题可以通过生育控制缓解，一些国家，如中华人民共和国，采取了严格措施控制出生率。反对生育控制的宗教和意识形态常被认为是导致人口过多和贫困的因素。
2014年，联合国预测世界人口在2100年增至96至123亿有八成可能性。新增人口大多数出现在非洲和南亚。非洲人口预期会从目前的10亿增至2100年的30到40亿，亚洲会在同期再增10亿人。由于非洲中值年龄很低（如乌干达为15岁），若要立刻达到发达国家标准，生育信用得限制到每两位妇女生育一位宝宝。一些国家人口金字塔底座很大，对于那些到了生育年龄的人来说，得再等一代人才行。一个人口增长态势的例子是中国，在采取独生子女政策后，又生了约400,000多人。亚瑟认为焦点应放在发达国家，他们给予的生育信用和额外补贴能够让发展中国家人口增长归零并迅速提升生活质量。
印度前总理英迪拉·甘地的儿子桑贾伊·甘地在1975至1977年间推行了强制绝育政策。根据官方要求，有两位或两位孩子以上的男士都要申请绝育，但绝育更多的是妇女而非男士。据信，一些未婚青年男士、政治对手和愚民也被绝育。这项政策依然记忆犹新，备受批评，使得公众反感计划生育，数十年来阻碍政府计划。
城市设计师米高·亚瑟给出的建议是“可选的、市场化的生育证书计划”，即“生育信用”。生育信用不会限制妇女生育数量，若所生子女数量超过人口零增长指标的话，就得购买证书。例如，第一位孩子免费，市场则会决定多出生孩子所需缴纳的金额。多余的信用额度过期作废，以免被投机炒作。实际信用费用只是养育儿童成长费用的一部分，以便告知妇女不要不加思索就要孩子，为自己和社会带来长期后果。
类似亚瑟生育信用的另一项举措是国家财政补贴，对自愿绝育者予以经济、物质、服务等补助。印度政府曾经使用这项政策。

### 城市化
虽然城市人口密度不断增加（出现巨型城市），联合国人居署在报告中称城市化可能是全球人口增长最佳缓和办法。城市将人类活动汇集在有限区域，限制了自然破坏。但这种缓和效果只有在城市规划大幅改进，服务合理维持时才能显现。

### 太空移民
自從人類開始對宇宙的探索之後，太空移民就一直是人類的夢想。但到目前為止，還沒有任何一個太空殖民地被建立起來。況且在太空建立殖民地要面對一系列巨大的技術和經濟挑戰。部份支持太空移民的人認為，此舉能減輕人口過剩的負面影響。如果控制了太空資源，建立地外生物棲息地，地球將不再有增長的限制。雖然地球的許多資源是不可再生的，但是地外殖民地可以滿足地球上大部分的資源需求。隨着對太空資源的取用，對地球資源的需求將下降。

## 图示

阿富汗显示出传统的青年膨胀
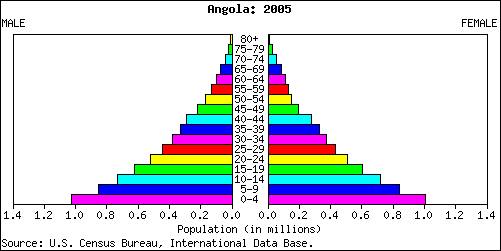
安哥拉也一样，并且更明显
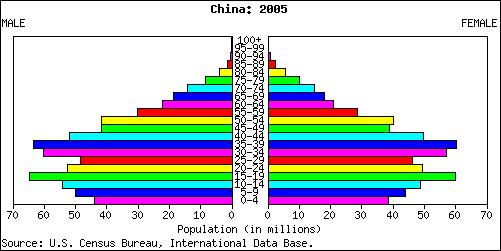
1960年代前，中国大陸青年急剧膨胀，随后因独生子女政策骤降
对比美国人口金字塔，六十年代前膨胀，随后逐步消瘦
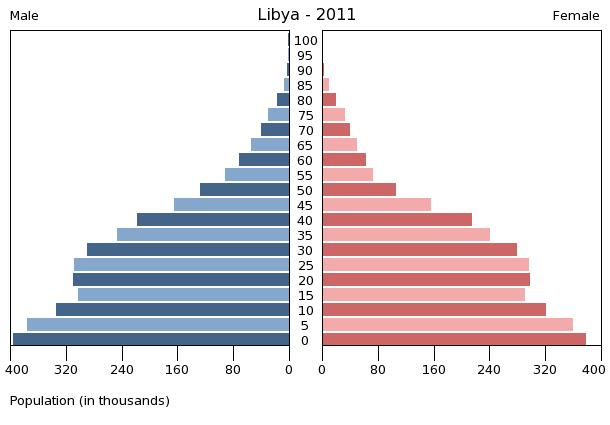
2011年利比亚人口金字塔

## 其它
- 全新世灭绝事件
- 人口迁徙
- 人口控制
- 国家人口列表
- 过度开发
- 人口老龄化
- 人口金字塔
- 公地悲剧
- 计划生育
- 可持续发展
- 馬爾薩斯災難
- 人口過少